# Никола Станиславич
Никола Станиславич e католически духовник, францисканец, никополски и чанадски епископ през XVIII в.

## Биография
Никола Станиславич е роден през 1694 г. в Крайова (днес в Румъния) в известно българско павликянско семейство. Той е от рода на Филип Станиславов – Станиславови. Учил е в Илирийския колеж в Лорето, Италия, за което подсказва и владеенето му на босненската кирилица, изучавана там и начина на изписване на фамилното му име. На 19-годишна възраст влиза в ордена на францисканите. През 1717 г. е ръкоположен за свещеник. Когато е на 27 години, той е заместник-провинциален настоятел и делегат на форум в Рим, а само на 31 години, заради забележителните си лични качества и донякъде по щастливо за него стечение на обстоятелствата, е ръкоположен в Рим за никополски епископ със седалище в Крайова. Водач на католиците в Никополската епархия и в Малка Влахия.
Младият епископ е отличен лектор по философия и блестящ проповедник, владеещ освен български и влашки, латински, немски и италиански език, пълен е с енергия и амбиция да се докаже на високия пост, но е опасно за живота му да присъства в епископията си на българска земя, защото е потомък на чипровските католици. От 1688 г. има султанска заповед те да бъдат унищожавани навсякъде, където бъдат намерени в Османската империя. Затова незабавно започва работа да умножи малобройното си българско паство във Влахия (около 1200 души в Крайова, Римник и Брадичени), като привлече там колкото може повече католици измежду северните павликяни. Това напълно съвпада с политиката на австрийските власти да заселят новоприсъединената Малка Влахия с работливи и сигурни данъкоплатци. От 1725 до 1731 г. упява да привлече на север от Дунав 2000 павликяни от Никополско и Свищовско.
Няколко години по-късно, заедно с по-големия си брат Михаил, епископ Никола Станиславов събира в голям доброволчески отряд „хиляди“ от своите сънародници от Влашко с цел навлизане през Дунав в българските земи и освобождаването им от османците, но през 1737 г. турците изтласкват австрийците западно от Карпатите и българите също избягват в Седмиградско и Банат. Станиславович, заедно с 300 семейства от епархията, се заселва в Банат. Банатските българи пристигат в Стар Бешенов в ранната пролет на 1738 г., а на 3 март е първото кръщение, записано в енорийската им книга. Тази дата се приема като рождена дата за селото. Българите от Чипровци основават Винга през 1741 г. Положението им там е бедствено, мнозина губят живота си от студ и глад и духовният предводител трябва да решава съвсем светски проблеми: доставки на брашно и сол, настаняване на квартири, измолване на нови земи за заселване и облекчаване на държавните им задължения, за да могат сънародниците му да оцелеят и да укрепнат на новите места. Справя се по възможно най-добрия начин за сложните обстоятелства. Оглавявани от него делегации водят преговорите за даване на новите поселища Бешенов и Винга на българите в Банат и за потвърждаване на привилегиите на чипровчани за Винга.
Неуморната деятелност и добрите резултати от нея дават тласъка за следващото издигане на Никола Станиславич в църковната и държавната йерархия на Австрия и с дворцов указ от 21 октомври 1739 г. получава поста Чанадски католически епископ със седалище в Темишвар (Тимишоара), където остава до своята смърт.
Умира през 1750 г. и е погребан в криптата на катедралата на Тимишоара, Румъния. На гроба му пише: „Тук почива брат Никола Станиславич, монах от провинцията на България и Влахия, от реда на францисканците минорити, основан от свети Франциск; Чанадски епископ, грешник, молете Бог за него“. 
Срещу църквата „Успение Богородично“ в село Стар Бишнов в Банат, Румъния, признателни българи католици са издигнали негов паметник.